# Алекс Баена
Алехандро Баена Родригез (шп. Alejandro Baena Rodríguez; Рокетас де Мар, 20. јул 2001) је шпански фудбалер који тренутно наступа за Виљареал. Игра на позицији офанзивног везног играча.

## Успеси
Виљареал
- Лига Европе (1) : 2020/21.[5]

 Шпанија
- Европско првенство (1):  2024.[6]

Појединачни
- Најбољи асистент Ла лиге: 2023/24.[7]